# Volvopluteus michiganensis
Volvopluteus michiganensis — вид базидіомікотових грибів родини плютеєвих (Pluteaceae).

## Поширення
Вид поширений у Північній Америці. Відомо лише дві знахідки гриба — у типовому місцезнаходженні (місто Енн-Арбор в окрузі Воштено штату Мічиган на півночі США) та у Домініканській Республіці. Домініканський зразок морфологічно ідентичний американському, але генетичне порівняння не проводилось.

## Опис
Шапинка діаметром приблизно 7–9 см, сірого кольору, з потрісканою поверхнею. Гіменофор пластинчастий, спершу білий, з віком рожевіє. Ніжка біла, має в основі вольву.